# Джексон Чок
Джексон Чок (англ. Jackson Chauke; 29 травня 1985) — південноафриканський професійний боксер.

## Аматорська кар'єра
На Іграх Співдружності 2006 завоював срібну медаль.
На Всеафриканських іграх 2007 програв у фіналі Абдерахіму Меченуай (Алжир). На чемпіонаті світу 2007 програв у першому бою.
На Олімпійських іграх 2008 програв у першому бою Анвару Юнусову (Таджикистан).

## Професіональна кар'єра
7 жовтня 2008 року дебютував на професійному рингу. 2013 року в бою за титул чемпіона ПАР в найлегшій вазі зазнав першої поразки.
19 вересня 2019 року в своєму двадцятому бою проти Сіле Єлвана завоював титул чемпіона ПАР в найлегшій вазі, який захистив двічі в боях проти Луянда Нтванамбі і Фумелеле Кафу.
23 грудня 2022 року зазнав другої в кар'єрі поразки від Фумелеле Кафу.
27 січня 2024 року завоював титул чемпіона IBO в найлегшій вазі.